# Zonsverduistering vanaf Mars
Een zonsverduistering vanaf Mars is een astronomisch verschijnsel waarbij Phobos of Deimos voor de zon schuift, gezien vanaf de planeet Mars. Het verschijnsel komt overeen met een ringvormige of gedeeltelijke zonsverduistering op Aarde.

## Overgang van Phobos
Deze maan veroorzaakt de grootste zonsverduisteringen. Aangezien deze maan in 7 uur en 39 minuten om Mars heen draait én in tegengestelde richting draait, duurt een zonsverduistering van deze maan slechts een halve minuut. Omdat de maan slechts een doorsnee 6 kilometer heeft en 5.989 kilometer van Mars vandaan staat, kan deze maan, vanaf het Marsoppervlak gezien, niet de gehele zon bedekken.

## Overgang van Deimos
Omdat Deimos verder van Mars vandaag staat dan Phobos en een doorsnee heeft van slechts 16 kilometer, bedekt deze maan een klein deel van de zon. Een overgang van deze maan duurt ongeveer twee minuten.

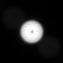
Zonsverduistering door Phobos
- Zonsverduistering door Deimos